# Twenty8k
Pour plus de détails, voir Fiche technique et Distribution.
Twenty8k est un thriller britannique réalisé par David Kew et Neil Thompson, sorti en 2012.

## Synopsis
Dans l'est de Londres, à l'approche des Jeux olympiques, un adolescent est abattu devant une boîte de nuit et une jeune fille meurt dans un délit de fuite dans deux décès apparemment sans rapport. Deeva Jani, une cadre de la mode basée à Paris, rentre chez elle pour innocenter son frère Vipon de la fusillade et découvre bientôt un complot beaucoup plus profond.

## Fiche technique
- Titre original :  Twenty8k
- Réalisation : David Kew et Neil Thompson
- Scénario : Paul Abbott et Jimmy Dodall
- Musique : Ruth Barrette et Jake Goslin
- Montage : David Kew
- Production : Martin Carr et

Neil Thompson
- Sociétés de production: Formosa Films et Abbott Vision
- Sociétés de distribution : Showbox Media Group Ltd
- Pays de production :  Royaume-Uni
- Langues originales : anglais
- Genre : thriller
- Durée : 102 minutes
- Dates de sortie : 10 septembre 2012 (Royaume-Uni)

## Distribution
- Parminder Nagra : Deeva Jani[1]
- Jonas Armstrong : Clint O'Connor[1]
- Nichola Burley : Andrea Patterson[2]
- Kaya Scodelario : Sally Weaver[3]
- Michael Socha : Tony Marchetto[2]
- Kierston Wareing : Francesca Marchetto[2]
- Stephen Dillane : DCI Edward Stone[1]
- Nathalie Emmanuel : Carla